# Rallye de France-Alsace 2014
Le rallye de France-Alsace 2014, disputé du 2 au 5 octobre 2014 en Alsace, est la 11e manche de la saison 2014 du championnat du monde des rallyes (WRC). Il s'agit de la cinquième édition du rallye de France-Alsace.

## Résultats

### Classement final
| Rang              | Pilote             | Copilote          | Numéro            | Voiture               | Écurie                                   | Temps             | Écart             | Points            |
| Toutes catégories | Toutes catégories  | Toutes catégories | Toutes catégories | Toutes catégories     | Toutes catégories                        | Toutes catégories | Toutes catégories | Toutes catégories |
| ----------------- | ------------------ | ----------------- | ----------------- | --------------------- | ---------------------------------------- | ----------------- | ----------------- | ----------------- |
| 1.                | Jari-Matti Latvala | Miikka Anttila    | 2                 | Volkswagen Polo R WRC | Volkswagen Motorsport                    | 2 h 38 min 19 s 1 | --                | 261               |
| 2.                | Andreas Mikkelsen  | Ola Fløene        | 9                 | Volkswagen Polo R WRC | Volkswagen Motorsport                    | 2 h 39 min 03 s 9 | +44 s 8           | 18                |
| 3.                | Kris Meeke         | Paul Nagle        | 3                 | Citroën DS3 WRC       | Citroën Total Abu Dhabi World Rally Team | 2 h 39 min 24 s 4 | +1 min 05 s 3     | 15                |
| 4.                | Dani Sordo         | Marc Martí        | 8                 | Hyundai i20 WRC       | Hyundai World Rally Team                 | 2 h 40 min 07 s 8 | +1 min 48 s 7     | 12                |
| 5.                | Mikko Hirvonen     | Jarmo Lehtinen    | 5                 | Ford Fiesta RS WRC    | M-Sport WRT                              | 2 h 40 min 19 s 8 | +2 min 00 s 7     | 10                |
| 6.                | Elfyn Evans        | Daniel Barritt    | 6                 | Ford Fiesta RS WRC    | M-Sport WRT                              | 2 h 41 min 19 s 9 | +3 min 00 s 8     | 102               |
| 7.                | Mads Østberg       | Jonas Andersson   | 4                 | Citroën DS3 WRC       | Citroën Total Abu Dhabi World Rally Team | 2 h 41 min 02 s 6 | +3 min 02 s 5     | 6                 |
| 8.                | Thierry Neuville   | Nicolas Gilsoul   | 7                 | Hyundai i20 WRC       | Hyundai World Rally Team                 | 2 h 42 min 27 s 5 | +4 min 08 s 4     | 4                 |
| 9.                | Bryan Bouffier     | Xavier Panseri    | 20                | Hyundai i20 WRC       | Hyundai Motorsport N                     | 2 h 42 min 32 s 0 | +4 min 12 s 9     | 2                 |
| 10.               | Martin Prokop      | Jan Tománek       | 21                | Ford Fiesta RS WRC    | Jipocar Czech National Team              | 2 h 44 min 26 s 6 | +6 min 07 s 5     | 1                 |

3, 2, 1 : y compris les 3, 2 et 1 points attribués aux trois premiers de la spéciale télévisée (power stage).

### Spéciales chronométrées

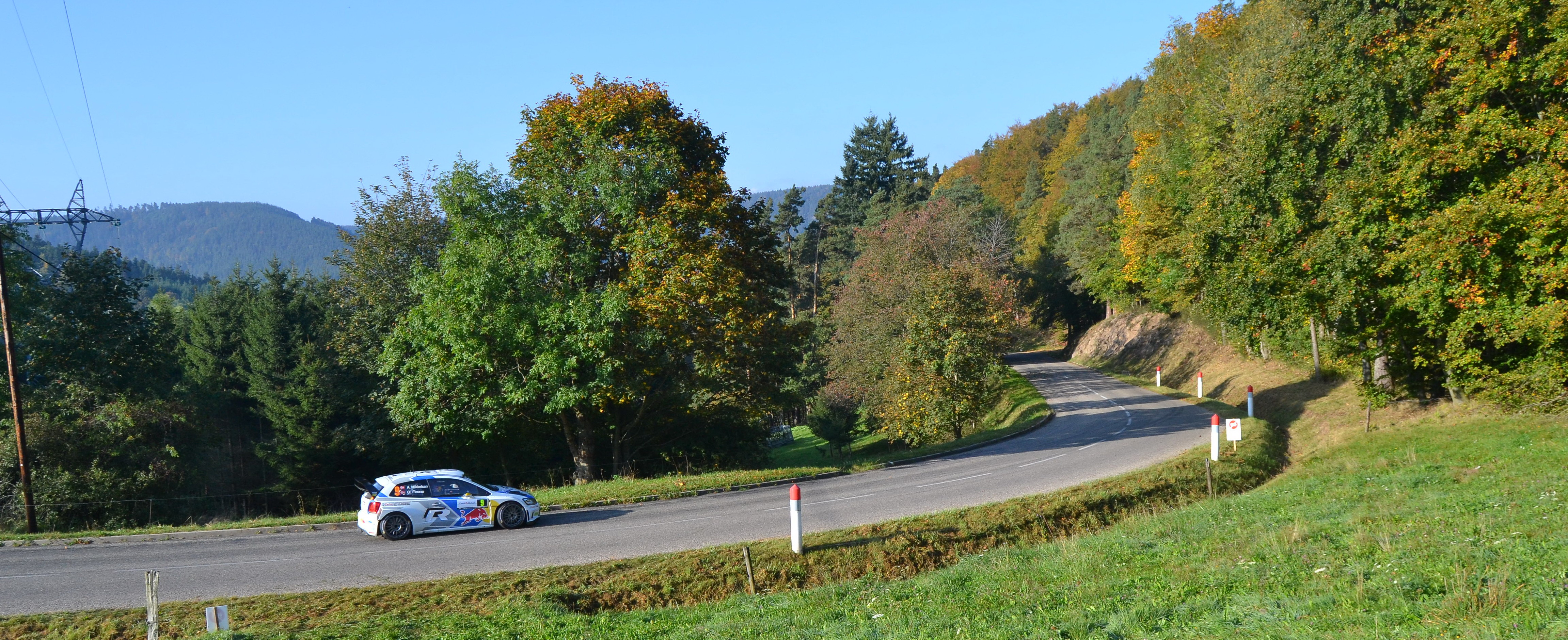
Andreas Mikkelsen durant l'ES 9

| Jour   | Spéciale | Nom                             | Distance | Vainqueur          | Temps         | Vitesse moyenne | Leader             |
| ------ | -------- | ------------------------------- | -------- | ------------------ | ------------- | --------------- | ------------------ |
| Jour 1 | ES1      | Col de la Charbonnière 1        | 11,11 km | Jari-Matti Latvala | 5 min 34 s 9  | 119,4 km/h      | Jari-Matti Latvala |
| Jour 1 | ES2      | Vosges - Pays d'Ormont 1        | 34,34 km | Andreas Mikkelsen  | 18 min 33 s 5 | 111,0 km/h      | Andreas Mikkelsen  |
| Jour 1 | ES3      | Pays de Salm 1                  | 9,59 km  | Jari-Matti Latvala | 4 min 54 s 6  | 117,4 km/h      | Jari-Matti Latvala |
| Jour 1 | ES4      | Col de la Charbonnière 2        | 11,11 km | Andreas Mikkelsen  | 5 min 35 s 3  | 119,4 km/h      | Jari-Matti Latvala |
| Jour 1 | ES5      | Vosges - Pays d'Ormont 2        | 34,34 km | Jari-Matti Latvala | 18 min 31 s 5 | 111,3 km/h      | Jari-Matti Latvala |
| Jour 1 | ES6      | Pays de Salm 2                  | 9,59 km  | Jari-Matti Latvala | 4 min 53 s 2  | 117,8 km/h      | Jari-Matti Latvala |
| Jour 1 | ES7      | Strasbourg                      | 4,67 km  | Dani Sordo         | 3 min 53 s 3  | 78,2 km/h       | Jari-Matti Latvala |
| Jour 2 | ES8      | Vallée de Munster 1             | 18,90 km | Jari-Matti Latvala | 9 min 13 s 1  | 123,0 km/h      | Jari-Matti Latvala |
| Jour 2 | ES9      | Soultzeren - Le Grand Hohnack 1 | 19,93 km | Jari-Matti Latvala | 9 min 33 s 4  | 125,2 km/h      | Jari-Matti Latvala |
| Jour 2 | ES10     | Pays Welche - Riquewihr 1       | 21,49 km | Jari-Matti Latvala | 12 min 04 s 7 | 106,8 km/h      | Jari-Matti Latvala |
| Jour 2 | ES11     | Vallée de Munster 2             | 18,90 km | Jari-Matti Latvala | 9 min 06 s 9  | 124,4 km/h      | Jari-Matti Latvala |
| Jour 2 | ES12     | Soultzeren - Le Grand Hohnack 2 | 19,93 km | Sébastien Ogier    | 9 min 31 s 4  | 125,6 km/h      | Jari-Matti Latvala |
| Jour 2 | ES13     | Pays Welche - Riquewihr 2       | 21,49 km | Sébastien Ogier    | 11 min 56 s 9 | 107,9 km/h      | Jari-Matti Latvala |
| Jour 2 | ES14     | Mulhouse                        | 4,86 km  | Jari-Matti Latvala | 3 min 22 s 8  | 86,2 km/h       | Jari-Matti Latvala |
| Jour 3 | ES15     | Forêt de la Petite Pierre 1     | 12,33 km | Robert Kubica      | 6 min 10 s 5  | 119,9 km/h      | Jari-Matti Latvala |
| Jour 3 | ES16     | Forêt de Saverne 1              | 19,36 km | Sébastien Ogier    | 9 min 26 s 9  | 122,8 km/h      | Jari-Matti Latvala |
| Jour 3 | ES17     | Forêt de la Petite Pierre 2     | 12,33 km | Mads Østberg       | 6 min 07 s 2  | 120,9 km/h      | Jari-Matti Latvala |
| Jour 3 | ES18*    | Forêt de Saverne 2              | 19,36 km | Sébastien Ogier    | 9 min 20 s 8  | 124,2 km/h      | Jari-Matti Latvala |

## Classements au championnat après l'épreuve

### Classement des pilotes
Selon le système de points en vigueur, les 10 premiers équipages remportent des points, 25 points pour le premier, puis 18, 15, 12, 10, 8, 6, 4, 2 et 1.
| Rang | Pilote              | Rallyes | Rallyes | Rallyes | Rallyes | Rallyes | Rallyes | Rallyes | Rallyes | Rallyes | Rallyes | Rallyes | Rallyes | Rallyes | Total points |
| Rang | Pilote              | MON     | SUE     | MEX     | POR     | ARG     | ITA     | POL     | FIN     | GER     | AUS     | FRA     | ESP     | GBR     | Total points |
| ---- | ------------------- | ------- | ------- | ------- | ------- | ------- | ------- | ------- | ------- | ------- | ------- | ------- | ------- | ------- | ------------ |
| 1er  | Sébastien Ogier     | 272     | 8       | 283     | 283     | 213     | 261     | 283     | 213     | Ab      | 272     | 3       | -       | -       | 217          |
| 2e   | Jari-Matti Latvala  | 133     | 272     | 202     | 2       | 261     | 172     | 111     | 272     | Ab      | 213     | 261     | -       | -       | 190          |
| 3e   | Andreas Mikkelsen   | 6       | 18      | 0       | 12      | 12      | 153     | 202     | 12      | 15      | 15      | 18      | -       | -       | 143          |
| 4e   | Mikko Hirvonen      | Ab      | 131     | 51      | 18      | 42      | Ab      | 12      | 10      | 111     | 10      | 10      | -       | -       | 93           |
| 5e   | Thierry Neuville    | Ab      | 0       | 15      | 6       | 10      | 0       | 15      | Ab      | 272     | 6       | 4       | -       | -       | 83           |
| 6e   | Kris Meeke          | 161     | 1       | Ab      | Ab      | 15      | 0       | 6       | 161     | Ab      | 131     | 15      | -       | -       | 82           |
| 7e   | Mads Østberg        | 12      | 183     | 2       | 161     | Ab      | 18      | Ab      | Ab      | 8       | 0       | 6       | -       | -       | 80           |
| 8e   | Elfyn Evans         | 8       | Ab      | 12      | 0       | 6       | 10      | 0       | 6       | 153     | 4       | 102     | -       | -       | 71           |
| 9e   | Martin Prokop       | Ab      | Ab      | 10      | 8       | 4       | 8       | 1       | Ab      | 6       | -       | 1       | -       | -       | 38           |
| 10e  | Dani Sordo          | Ab      | -       | -       | Ab      | Ab      | -       | -       | -       | 18      | -       | 12      | -       | -       | 30           |
| 11e  | Henning Solberg     | -       | 6       | -       | 10      | -       | 6       | 2       | 2       | -       | -       | -       | -       | -       | 26           |
| 12e  | Juho Hänninen       | -       | -       | -       | 4       | -       | Ab      | 8       | 8       | -       | -       | -       | -       | -       | 20           |
| 13e  | Bryan Bouffier      | 18      | -       | -       | -       | -       | -       | 0       | -       | Ab      | -       | 2       | -       | -       | 20           |
| 14e  | Hayden Paddon       | -       | -       | -       | -       | -       | 0       | 4       | 4       | -       | 8       | -       | -       | -       | 16           |
| 15e  | Robert Kubica       | Ab      | 0       | Ab      | Ab      | 8       | 4       | 0       | 0       | Ab      | 2       | Ab      | -       | -       | 14           |
| 16e  | Ott Tänak           | -       | 10      | 0       | Ab      | 0       | 0       | 0       | 0       | 1       | Ab      | -       | -       | -       | 11           |
| 17e  | Beníto Guerra       | -       | -       | 8       | -       | -       | -       | -       | -       | -       | -       | -       | -       | -       | 8            |
| 18e  | Chris Atkinson      | -       | -       | 6       | -       | -       | -       | -       | -       | -       | 1       | -       | -       | -       | 7            |
| 19e  | Pontus Tidemand     | -       | 4       | -       | 0       | -       | -       | -       | -       | 2       | -       | 0       | -       | -       | 6            |
| 20e  | Jaroslav Melicharek | 4       | -       | -       | -       | -       | 0       | -       | -       | 0       | -       | -       | -       | -       | 4            |
| 21e  | Dennis Kuipers (en) | -       | -       | -       | -       | -       | -       | -       | -       | 4       | -       | 0       | -       | -       | 4            |
| 22e  | Nasser Al-Attiyah   | -       | -       | -       | 2       | 1       | Ab      | -       | -       | 0       | 0       | -       | -       | -       | 3            |
| 23e  | Lorenzo Bertelli    | 0       | 0       | 0       | 0       | 0       | 2       | -       | Ab      | 0       | 0       | -       | -       | -       | 2            |
| 24e  | Matteo Gamba        | 2       | -       | -       | -       | -       | -       | -       | -       | -       | -       | Ab      | -       | -       | 2            |
| 25e  | Craig Breen         | -       | 2       | -       | -       | -       | -       | -       | Ab      | -       | -       | -       | -       | -       | 2            |
| 26e  | Yuriy Protasov      | 1       | 0       | 1       | 0       | Ab      | 0       | -       | 0       | 0       | 0       | 0       | -       | -       | 2            |
| 27e  | Jari Ketomaa        | -       | 0       | -       | 1       | 0       | -       | 0       | 0       | -       | 0       | -       | -       | -       | 1            |
| 28e  | Karl Kruuda         | -       | 0       | -       | 0       | -       | 0       | Ab      | 1       | -       | -       | -       | -       | -       | 1            |
| 29e  | Khalid Al Qassimi   | -       | -       | -       | -       | -       | 1       | -       | -       | -       | -       | -       | -       | -       | 1            |

| Couleur | Résultat                                                         |
| ------- | ---------------------------------------------------------------- |
| Or      | Vainqueur                                                        |
| Argent  | 2e place                                                         |
| Bronze  | 3e place                                                         |
| Vert    | Classé, dans les points                                          |
| Bleu    | Classé, hors des points Non classé (Nc.)                         |
| Mauve   | Abandon (Ab.) Retrait (Re.)                                      |
| Noir    | Disqualifié (Dq.)                                                |
| Blanc   | N'a pas pris le départ (Np.) Forfait (Forf.) Épreuve annulée (A) |
| Aucune  | N'a pas participé (-)                                            |

3, 2, 1 : y compris les 3, 2 et 1 points attribués aux trois premiers de la spéciale télévisée (power stage).

### Classement des constructeurs
| Rang | Équipe                                   | Rallyes | Rallyes | Rallyes | Rallyes | Rallyes | Rallyes | Rallyes | Rallyes | Rallyes | Rallyes | Rallyes | Rallyes | Rallyes | Total points |
| Rang | Équipe                                   | MON     | SUE     | MEX     | POR     | ARG     | ITA     | POL     | FIN     | GER     | AUS     | FRA     | ESP     | GBR     | Total points |
| ---- | ---------------------------------------- | ------- | ------- | ------- | ------- | ------- | ------- | ------- | ------- | ------- | ------- | ------- | ------- | ------- | ------------ |
| 1er  | Volkswagen Motorsport                    | 37      | 35      | 43      | 29      | 43      | 40      | 35      | 43      | 0       | 43      | 25      | -       | -       | 373          |
| 2e   | Citroën Total Abu Dhabi World Rally Team | 33      | 23      | 4       | 15      | 15      | 19      | 6       | 15      | 8       | 16      | 21      | -       | -       | 175          |
| 3e   | M-Sport World Rally Team                 | 8       | 14      | 18      | 20      | 8       | 10      | 12      | 16      | 22      | 18      | 18      | -       | -       | 164          |
| 4e   | Hyundai Shell World Rally Team           | 0       | 8       | 23      | 14      | 10      | 2       | 23      | 8       | 43      | 10      | 16      | -       | -       | 157          |
| 5e   | Volkswagen Motorsport II                 | 10      | 16      | 2       | 12      | 12      | 12      | 18      | 12      | 15      | 0       | 18      | -       | -       | 127          |
| 6e   | Jipocar Czech National Team              | 0       | 0       | 10      | 10      | 4       | 8       | 2       | 0       | 6       | 0       | 1       | -       | -       | 41           |
| 7e   | RK M-Sport World Rally Team              | 0       | 4       | 0       | 0       | 8       | 6       | 1       | 2       | 0       | 4       | 0       | -       | -       | 25           |
| 8e   | Hyundai MotorSport N                     | -       | -       | -       | 0       | -       | 4       | 4       | 4       | 0       | 10      | 2       | -       | -       | 24           |